# Patricia Stambuk
Patricia Stambuk (Punta Arenas, 1951.) je čilska književnica i novinarka hrvatskog podrijetla. Piše dokumentarnu prozu.
Poznato joj je djelo o Indijanci iz plemena Yagana, supruzi Indijanca, posinka hrvatskog iseljenika Miličića te djelo Rongo (okultna povijest Uskršnjeg otoka) (špa. (La historia oculta de la Isla de Pascua). Bavi se životom Rapanujaca od pobune 1914. na Uskršnjem otoku do ustanka 1964. i zakona o ovom otoku.